# Holandia na Letnich Igrzyskach Olimpijskich 1948
Holandię na Letnich Igrzyskach Olimpijskich 1948 reprezentowało 149 zawodników, startujących w 18 dyscyplinach.

## Zdobyte medale
| Medal  | Zawodnik | Dyscyplina sportowa  | Konkurencja                                                 |
| ------ | --- | -------------------- | ----------------------------------------------------------- |
| Złoto  | Fanny Blankers-Koen | Lekkoatletyka        | bieg na 100 m                                               |
| Złoto  | Fanny Blankers-Koen | Lekkoatletyka        | bieg na 200 m                                               |
| Złoto  | Fanny Blankers-Koen | Lekkoatletyka        | bieg na 80 m przez płotki                                   |
| Złoto  | Fanny Blankers-Koen Xenia Stad-de Jong Nettie Witziers-Timmer Gerda van der Kade-Koudijs                                                                   | Lekkoatletyka        | sztafeta 4 × 100 m                                          |
| Złoto  | Nel van Vliet | Pływanie             | 200 m stylem klasycznym                                     |
| Srebro | Lida van der Anker-Doedens | Kajakarstwo          | K-1 500 m                                                   |
| Srebro | Gerrit Voorting | Kolarstwo            | Kolarstwo torowe Wyścig ze startu wspólnego - indywidualnie |
| Brąz   | Wim Slijkhuis | Lekkoatletyka        | bieg na 1500 m                                              |
| Brąz   | Wim Slijkhuis | Lekkoatletyka        | bieg na 5000 m                                              |
| Brąz   | André Boerstra Henk Bouwman Piet Bromberg Harry Derckx Han Drijver Dick Esser Wim van Heel Roepie Kruize Jenne Langhout Ton Richter Dick Loggere Eddy Tiel | Hokej na trawie      | turniej mężczyzn                                            |
| Brąz   | Edward Stutterheim Adriaan Maas | Żeglarstwo           | Klasa Star                                                  |
| Brąz   | Jacobus de Jong | Żeglarstwo           | Klasa Finn                                                  |
| Brąz   | Marie-Louise Linssen-Vaessen | Pływanie             | 100 m stylem dowolnym                                       |
| Brąz   | Marie-Louise Linssen-Vaessen Irma Heijting-Schuhmacher Margot Marsman Hannie Termeulen                                                                     | Pływanie             | 4 × 100 m stylem dowolnym                                   |
| Brąz   | Joop Rohner Nijs Korevaar Cor Braasem Hans Stam Albert Ruimschotel Ruud van Feggelen Frits Smol Piet Salomons Hennie Keetelaar                             | Piłka wodna          | turniej mężczyzn                                            |
| Brąz   | Bram Charité | Podnoszenie ciężarów | waga ciężka                                                 |